# Alfred Stock
Alfred Stock, nemški anorganski kemik, * 16. julij 1876, Danzig, Nemško cesarstvo (zdaj Gdansk, Poljska), † 12. avgust 1946, Aken, Nemčija.
Ukvarjal se je z raziskovanjem borovih in silicijevih hidridov, koordinacijsko kemijo, živim srebrom ter z njegovimi zastrupitvami. Po njem je poimenovana spominska nagrada Nemškega kemijskega društva. 

## Življenje in delo
Alfred Stock je svoje izobraževanje začel na gimnaziji Friedrich-Werder v Berlinu, leta 1894 pa je začel študirati kemijo na Univerzi Friedricha Wilhema v Berlinu (danes Humboldtova univerza v Berlinu). Leta 1899 je eno leto v Parizu sodeloval s francoskim kemikom Henrijem Moissanom. Sintetizirala sta takrat še vedno neznane spojine bora in silicija in odkrila tudi silicijev borid.  Doktoriral je z disertacijo o kvantitativni ločitvi arzena in antimona pod mentorstvom Emila Fischerja. Med leti 1900 in 1909 se je Stock na univerzi v Berlinu osredotočil na kemijo fosforja, antimona in bizmuta, vključno z njihovimi alotropi, sulfidi in hidridi. Spojine, s katerimi je ravnal on in njegovi sodelavci, so bile občutljive na zrak in vlago, v nekaterih primerih pa tudi termično nestabilne. Njegovi poskusi so se gibali do vedno nižjih temperatur. Za doseganje teh temperatur so on in njegovi učenci uporabljali tekoči zrak v napravah, ki so jih zasnovali ali izdelali sami. Leta 1906 se je poročil s Claro Venzky, s katero je imel dve hčerki. Leta 1909 je prevzel mesto vodje Anorganskega kemijskega inštituta v Vroclavu, kjer so se tehnike, ki jih je uporabljal, že začele uveljavljati. Leta 1916 je nasledil Richarda Willstätterja in postal direktor Inštituta cesarja Viljema v Berlinu. V tem času se je ukvarjal s problemi povezanimi z vojno in restavracijo nemške kemije po le tej.
Vse od končanega doktorskega študija, se je Stock boril z glavoboli, vrtoglavico, okrnjenim sluhom, otrplostjo in obolenji zgornjih dihal, ki se niso odzivala na nobeno zdravljenje. Do leta 1923 je skoraj popolnoma izgubil sluh in spomin. Leta 1924 je odkril, da njegove težave izvirajo iz zastrupitve z živim srebrom, ki je bila posledica dolgotrajni izpostavljenosti njegovim hlapom v slabo prezračenih laboratorijih. Po kratkem počitku je Stock začel program raziskav o analizi in patologiji živega srebra, ki se je nadaljeval do konca njegovega aktivnega življenja. Med leti 1926 in 1936 je bil direktor oddelka za kemijo na Kemijskem inštitutu v Karlsruheju, kjer si je postavil laboratorij, ki je bil zgrajen tako, da je minimiziral kontaminacijo z živim srebrom.
Poleg raziskav borovih hidridov je Stock raziskoval tudi različne spojine ogljika s kisikom, žveplom, selenom in telurjem, predstavil je številne izboljšave na napravah, vključno z živosrebrnim ventilom, samodejno Töplerjevo črpalko, parno-napetostnim termometrom ter nomenklaturo anorganskih spojin, danes imenovano Stockova nomenklatura. Leta 1932 je bil štiri mesece gostujoči profesor na univerzi Cornell v Ithaci v New Yorku. Stock je bil deležen številnih priznanj, vključno s predsedstvom Združenja nemških kemikov (1926–1929) in Nemškega kemijskega društva (1936–1938). Bil je imenovan v številne pomembnejše politične odbore in je zastopal Nemčijo na več mednarodnih konferencah.
Upokojil se je leta 1936 in se preselil v Berlin, kjer je nadaljeval z raziskovanjem živega srebra. Zdravstveno stanje mu je pešalo, do leta 1940 je bilo njegovo gibanje zaradi miogeloze (otrdelosti mišic) tako omejeno, da je bil skoraj povsem priklenjen na svoj dom. Stock je leta 1943 svoj laboratorij prepustil za vojne namene, ter se z ženo preselil v Bad Warmbrunn v Šleziji. Februarja 1945 ju je potek vojne znova prisliil, da sta se preselila v Aken, kjer je leta 1946 tudi umrl.

### Raziskave borovih in silicijevih hidridov
Raziskave borovih hidridov (spojine bora in vodika) s splošno formulo BnHy je Stock začel leta 1909 v Vroclavu s preučevanjem reakcije magnezijevega borida s kislinami. Zaradi izjemne reaktivnosti in vnetljivosti na zraku, borovih hidridov ni mogel očistiti, dokler ni leta 1912 razvil metode za ločevanje spojin z visoko vakuumskimi kolektorji. Podobno delo je opravil tudi s silicijevimi hidridi. Borovi in silicijevi hidridi so predstavljali prvo družino binarnih spojin, ki se je po strukturni raznolikosti in zanimivih lastnostih približala ogljikovodikom. Zato je družini spojin tudi poimenoval borani in silani, kot anologija imenu alkani. Razjasnitev njihovih struktur in mehanizmov povezovanja je močno razširila področje anorganske kemije. Borovi hidridi, kot je npr. diboran, so se kasneje razvili v vrsto reagentov za organsko sintezo, prav tako pa so za raziskovalce vir različnih ligandov in gradnikov.

### Raziskave na drugih področjih anorganske kemije
Stock je leta 1921 pripravil kovinski berilij z elektrolizo zmesi natrijevega in berilijevega fluorida. S to metodo se je lahko začelo pridobivati berilij za industrijo, npr. za posebne zlitine in stekla, ter za izdelavo oken v rentgenskih ceveh. Njegovo delo s silikoni je postavilo kemijsko podlago za nadaljnje razvijanje silikonske plastike.
Zelo je vplival tudi na koordinacijsko kemijo, saj je prvi uporabil izraz ligand leta 1916. Izraz izhaja iz latinske besede ligare, ki pomeni vezanje. Izraz sta kasneje uporabila H. Irving in R. J. P. Williams v članku objavljenem leta 1948.
Leta 1919 je bil prvič objavljen Stockov sistem nomenklature binarnih spojin. Po njegovih besedah naj bi bil sistem preprost, jasen, takoj razumljiv in sposoben najsplošnejše uporabe. Nemška komisija je, z nekaterimi prilagoditvami, priporočila sprejetje sistema. FeCl2, ki bi ga po prvotni zamisli Stock poimenovali železov(2)-klorid, je v spremenjenem predlogu postal železov(II) klorid. Leta 1934 se je Stock strinjal z uporabo rimskih številk, vendar je v svojih zapisih obdržal vezaj in spuščal oklepaje. Stockov sistem nomenklature se dandanes še vedno uporablja po vsem svetu.

### Živo srebro in zastrupitve
V svojem življenju je Stock objavil več kot 50 prispevkov o različnih vidikih živega srebra ter zastrupitve z njim. Leta 1923 se je kronično zastrupil z živim srebrom, med uporabo tekočega živega srebra v nekaterih laboratorijskih aparaturah, ki jih je izumil. Kasneje je uvedel občutljive teste in razvil izboljšane laboratorijske tehnike, za ravnanje z živim srebrom, ki so zmanjšale tveganje za zastrupitve z njim. Prav tako je po odkritju strupenosti živega srebra začel opozarjat javnost o toksičnosti njegovih organskih derivatov in protestirat proti uporabi živega srebra, predvsem v obliki amalgamskih plomb v zobozdravstvu. V Berlinu je bil ustanovljen odbor za preiskovanje primerov možne zastrupitve z živim srebrom. Prvič se je uporabilo izraz mikromerkurializem. 

## Publikacije
- Praktikum der quantitativen anorganischen Analyse. Berlin 1909, (6. Auflage, München 1979).
- Ultrastrukturchemie. Berlin 1920.
- Hydrides of boron and silicon. Ithaca (USA) 1933, (Neuausgabe Ithaca (UAS) 1957).
- Die Gefährlichkeit des Quecksilbers und der Amalgam-Zahnfüllungen. Berlin 1928.
- Das Atom In: Angewandte Chemie Band 37, Nr. 6, 1924, ISSN 1521-3757, doi:10.1002/ange.19240370602, S. 65–67.

## Iznajdbe
- napetostni termometer
- Stockova visoko vakuumska aparatura – steklena naprava, ki omogoča delo z zelo gorljivimi in strupenimi snovmi v visokem vakuumu
- načela kemije kovinsko-kelatnih kompleksov
- Stockova nomenklatura – sistem poimenovanja oksidacijskega stanja atoma v spojini

## Posmrtno priznanje
Kot priznanje za njegov prispevek na področju anorganske kemije je Nemško kemijsko društvo leta 1950 ustanovilo Alfred Stock Memorial Prize. Nagrada, ki je sestavljena iz zlate medalje in denarja, se podeli vsako drugo leto za izjemno neodvisno znanstveno eksperimentalno raziskavo na področju anorganske kemije.